# Hugo de Lantins
Hugo de Lantins (fl. 1420 - 1430) was een Vlaamse polyfonist van de late middeleeuwen en de vroege Renaissance. Hij was in Italië actief, in het bijzonder in Venetië, en schreef zowel geestelijke als wereldlijke muziek. Misschien was hij verwant aan Arnoldus de Lantins, een andere componist die toentertijd in dezelfde streek werkzaam was.
Er is niet zoveel geweten over zijn leven, behalve dat hij waarschijnlijk in Venetië werkte in de jaren 1420, want hij schreef ceremoniële muziek voor de doge, Francesco Foscari, en zijn muziek is in verschillende handschriften opgenomen die in die stad tot stand zijn gekomen. Blijkbaar schreef hij in 1421 de muziek voor het huwelijk van Cleofe Malatesta en Theodore Palaiologos, prins van Sparta: de tekst waarop de muziek is gezet, levert nauwkeurige gegevens over dit gebeuren. Hugo was hoogstwaarschijnlijk een bekende van Dufay. Beide componisten schreven in elk geval muziek naar aanleiding van dezelfde gebeurtenissen en Dufay vermeldde hem in de tekst voor een van de composities die hij schreef tijdens zijn verblijf in Rimini bij de Malatesta-familie (1420 -1424).
Hugo's muziek blikt meer vooruit dan die van Arnoldus. Ze maakt gebruik van imitatie, die het overheersende muzikale kunstje zou worden voor de volgende honderd jaar en meer. Inderdaad, de muziek van Hugo wordt meer beheerst door imitatieve componeertechnieken dan die van welke andere componist van de vroege 15de eeuw ook. Het merendeel van Hugo's composities is driestemmig, hoewel hij bijwijlen een vierde stem toevoegde.
Verschillende misdelen zijn overgeleverd, geen daarvan echter volledig, en voorts zijn er vijf motetten van hem, waarvan één isoritmisch. Onder zijn wereldlijke werken, veel rondelen, alle op Franse tekst, zowel als enkele “ballate” op Italiaanse tekst (vrijwel zeker gecomponeerd naar aanleiding van een koninklijk huwelijk in de Malatesta-familie).

## Media
Jo sum tuo servoⓘ